# Copelatus karnatakus
Copelatus karnatakus là một loài bọ cánh cứng trong họ Bọ nước. Loài này được Holmen & Vazirani miêu tả khoa học năm 1990.